# Medientheologie
Medientheologie ist ein Zweig der Praktischen Theologie  und beschäftigt sich mit Fragen der Theologie in den Medien und hier vor allem im Internet. Dies hat zunächst ekklesiologische Aspekte, also die Frage inwieweit Kirche und Gemeinde medial vermittelt sein kann, dann aber auch praktisch-theologische Aspekte, also die Frage, inwiefern Öffentlichkeitsarbeit und Mission im Internet geschehen kann und geschehen soll.
Die kirchlichen Aktivitäten im Internet sind  vielfältig, so gibt es virtuelle Gottesdienste, Totengedenken und Seelsorge im Internet.